# Messier 77
Messier 77 (NGC 1068, Cetus A, UGC 2188, PGC 10266, Arp 37 ) is een spiraalstelsel in het sterrenbeeld Walvis (Cetus), dat in 1780 door Pierre Méchain werd ontdekt en korte tijd later door Charles Messier werd opgenomen in diens lijst van komeetachtige objecten als nummer 77. Messier noemde het aanvankelijk een sterrenhoop in nevelen gehuld en het was een van de eerste sterrenstelsels waarvan de spiraalvorm werd ontdekt.
Van alle sterrenstelsels in Messiers lijst is Messier 77 een van de grootste met een diameter van ongeveer 120 000 tot 170 000 lichtjaar. De afstand tot Messier 77 wordt tussen de 47 miljoen en 60 miljoen lichtjaar geschat. De massa van M77 wordt op bijna 1 biljoen zonnemassa's geschat.

## Seyfertstelsel
Messier 77 is een voorbeeld van een zogenaamde Seyfert-stelsel, een stelsel met een actieve kern. Een superzwaar zwart gat in het centrum van het stelsel wordt verantwoordelijk gehouden voor de hoge energie-uitstoot die er plaatsvindt. In 1952 werd ontdekt dat de kern van M77 een sterke bron van radiostraling is die de aanduiding Cetus A (ook wel 3C 71) heeft gekregen. Infrarood waarnemingen met de Keck telescopen bracht een sterke puntvormige bron aan het licht met een diameter van niet meer dan 12 lichtjaar en uit berekeningen blijkt dat de massa zo'n 10 miljoen Zonnemassas bedraagt.

## Waarnemen
Voor amateur waarnemers is M77 te vinden op minder dan een booggraad van de ster δ Ceti. Met een schijnbare helderheid van magnitude +8,9 is het in bescheiden telescopen al waar te nemen. Dichtbij is het stelsel NGC 1055 te vinden. M77 en NGC 1055 zijn de helderste leden van een kleine cluster van sterrenstelsels.